# オランジェロ
オランジェロ (Orangelo、スペイン語:chironja) は、プエルトリコに起源を持つと考えられている柑橘類の交雑種である。グレープフルーツとオレンジを掛け合わせたもので、プエルトリコの高地のコーヒープランテーションで育つ。
1956年、プエルトリコ大学のCarlos G. Moscosoは、プランテーションの他の木と比べ、大きくて明るい実を付ける木があるのに気づいた。そして接ぎ木によって、chironjaとして知られる交雑種の開発に成功した。
オランジェロはグレープフルーツと同様に半分に切ってスプーンで食べられることが多いが、グレープフルーツよりも甘くて色が明るい。また、皮を剥くのも容易である。